# Tuấn Trần
Trần Duy Tuấn, thường được biết đến với nghệ danh Tuấn Trần (sinh ngày 20 tháng 11 năm 1992), là một nam diễn viên kiêm người mẫu người Việt Nam.

## Tiểu sử
Tuấn Trần sinh ra và lớn lên tại Thành phố Hồ Chí Minh, trong một gia đình trung lưu, truyền thống không có ai theo nghệ thuật. Trải qua tuổi thơ không mấy hạnh phúc khi chứng kiến mẹ thường xuyên bị cha đánh đập, từ năm 3 tuổi đã phải theo mẹ rong ruổi khắp nơi bán vé số dạo mưu sinh, anh trở thành một chàng trai trưởng thành và sống nội tâm, cũng như phải đi làm từ rất sớm để lo cho bản thân, đỡ đần gánh nặng một phần kinh tế của gia đình. Tuấn Trần từng theo học chuyên ngành quản trị kinh doanh tại Đại học Sài Gòn, song khi vừa tốt nghiệp Đại học, anh bỗng nhận ra mình đam mê nghệ thuật và quyết tâm theo đuổi nó.

## Sự nghiệp
Trong một lần đi casting phim Mùa oải hương năm ấy, lúc đầu Tuấn Trần chỉ đi với mục đích lên tivi cho mẹ vui, nhưng không ngờ anh lại nhận được sự chú ý của nhiều vị đạo diễn. Sau khi có màn ra mắt khán giả khá thành công với vai diễn đầu tay trong bộ phim Mùa oải hương năm ấy, Tuấn Trần bắt tay cùng với ca sĩ Hari Won đóng chính trong MV "Anh cứ đi đi". Chưa dừng lại ở đó, anh chàng còn hợp tác với nữ diễn viên Hàn Quốc trong một số dự án web drama khác như Thiên ý, Gia đình Mén.
Anh có vai diễn chính đầu tiên trong bộ phim Chị em nhà Đông Các, sau đó là những bộ phim khác cứ nối tiếp đến với anh như: Xưởng 13, Lao công bí ẩn, Chạm vào danh vọng, Kén mẹ chồng,… Với ngoại hình thư sinh, khuôn mặt điển trai, đó cũng là một lợi thế khiến Tuấn Trần dễ đóng đinh trong những vai diễn như công tử, con nhà giàu,... Thế nhưng anh luôn cố gắng để khắc phục bản thân, thử thách mình với những dạng vai diễn khác nhau, cố gắng thể hiện cảm xúc nhân vật thật đa dạng.
Cuối năm 2019, Tuấn Trần cho ra mắt web drama Thần chết tập sự cùng với sự tham dự của nhiều nghệ sĩ: Anh Đức, Emma, Đỗ Hoàng Dương, Bo Bắp… Đầu năm 2020, anh tham gia nhiều hoạt động diễn xuất với các dự án lớn như web drama đình đám Bố già của Trấn Thành, hay phim điện ảnh Sắc đẹp dối trá của đạo diễn Kay Nguyễn. Đầu tháng 7 năm 2020, anh cho ra mắt web drama tiếp theo mang tên Xin chào Papa, bộ phim cũng được khán giả đón nhận nhiệt tình.
Đầu năm 2021, anh tham gia bộ phim điện ảnh Bố già dựa trên web drama cùng tên của Trấn Thành, trong phim anh vào vai Quắn, một nhân vật có nhiều cảm xúc, nhiều màu sắc, theo như chia sẻ của anh thì đây là vai diễn khó nhất anh từng đóng trong sự nghiệp điện ảnh của mình. Trong quá trình quay phim, anh đã bị chấn thương tay, nguyên nhân được cho là anh diễn xuất quá nhập tâm. Cũng theo tiết lộ của Tuấn Trần, anh đã phải giảm 9 kg để thay đổi phong cách hoàn toàn cho hợp vai nhân vật. Bố già đã khuấy đảo phòng vé Việt khi liên tục phá vỡ và lập nên những kỷ lục mới cho ngành phim điện ảnh Việt.

## Danh sách phim

#### Phim truyền hình
| Năm  | Tựa phim            | Kênh      | Vai diễn      | Bạn diễn                  | Đạo diễn          | Nguồn |
| ---- | ------------------- | --------- | ------------- | ------------------------- | ----------------- | ----- |
| 2010 | Một dành cho em     | HTV7      | Gia Huy       |                           | Xuân Phước        |       |
| 2015 | Kẻ thù phụ nữ       | SCTV14    | Quang         |                           | Đặng Thái Huyền   |       |
| 2016 | Thiếu gia nhà nghèo | SCTV14    | Quang         |                           | Võ Việt Hùng      |       |
| 2016 | Chạm vào danh vọng  | SCTV14    | Phúc          | Mi Lan                    | Nguyễn Minh Cao   |       |
| 2016 | Chị em nhà Đông Các | TodayTV   | Quốc Cường    | Thuỳ Trang, Minh Thảo     | Võ Việt Hùng      |       |
| 2016 | Khi đàn ông là số 0 | HTV2      | Thành Luân    |                           | Lý Khắc Lynh      |       |
| 2017 | Lao công bí ẩn      | HTV9      | Sinh          | Vũ Ngọc Ánh               | Nguyễn Quang Minh |       |
| 2017 | Thế thái nhân tình  | SCTV14    | Thái Duy Càng |                           | Võ Việt Hùng      |       |
| 2018 | Không cần soái ca   | SCTV14    | Thiên Ân      | Hạ Anh                    | Nguyễn Thu        |       |
| 2018 | Kén mẹ chồng        | HTV9      | Đăng          | Ngô Phương Anh            | Võ Việt Hùng      |       |
| 2018 | Hôn lễ mùa thu      | TodayTV   | Quốc Hùng     | Phương Hằng, Cao Thái Hà  | Trần Ngọc Phong   |       |
| 2019 | Một chàng ba nàng   | SCTV14    | Nam           | Kim Tuyến, Nhan Phúc Vinh | Đặng Thái Huyền   |       |
| 2019 | Ngày mai bình yên   | HTV9      | Gia Bảo       | Yaya Trương Nhi           | Thái Trình        |       |
| 2021 | Yêu lại từ đầu      | VTVCab 10 | Lâm           |                           | Lê Anh Cường      |       |

#### Phim điện ảnh
| Năm  | Tựa phim                    | Vai diễn    | Đạo diễn                  | Nguồn |
| ---- | --------------------------- | ----------- | ------------------------- | ----- |
| 2017 | Lời nguyền gia tộc          | Nam         | Đặng Thái Huyền           |       |
| 2018 | Xưởng 13                    | Đại         | Phan Minh                 |       |
| 2019 | Yolo - Bạn chỉ sống một lần |             | Phan Minh                 |       |
| 2020 | Sắc đẹp dối trá             | Quang Tuấn  | Kay Nguyễn                |       |
| 2020 | Tôi là não cá vàng          | Thiện       | Lê Hướng Nam              |       |
| 2021 | Bố già                      | Quắn        | Trấn Thành – Vũ Ngọc Đãng |       |
| 2023 | Đất rừng phương Nam         | Út Lục Lâm  | Nguyễn Quang Dũng         |       |
| 2024 | Mai                         | Trùng Dương | Trấn Thành                |       |
| 2024 | Móng vuốt                   | Thắng       | Lê Thanh Sơn              |       |
| 2024 | Làm giàu với ma             | Lanh        | Nhật Trung                |       |

#### Web Drama
| Năm  | Tựa phim             | Vai diễn   | Đạo diễn   | Nguồn |
| ---- | -------------------- | ---------- | ---------- | ----- |
| 2017 | Thiên ý              | Thiên An   | Huy Trần   |       |
| 2018 | Gia đình Mén         | Mẹo        | Huy Trần   |       |
| 2019 | Gia đình Mén du xuân | Mẹo        | Huy Trần   |       |
| 2019 | Thần chết tập sự     |            | Huy Trần   |       |
| 2019 | 21 ngày yêu em       | Khải Phong | Huy Trần   |       |
| 2020 | Bố già               | Sang       | Mr Tô      |       |
| 2020 | Xin chào Papa        | Hoàng      | Huy Trần   |       |
| 2022 | Lỡ va vào nhau       | Tâm Lof    | Nhật Trung |       |

## Chương trình truyền hình
| Năm  | Chương trình                               | Vai trò          | Kênh              | Chú thích |
| ---- | ------------------------------------------ | ---------------- | ----------------- | --------- |
| 2018 | Nhanh như chớp nhí                         | Đội trưởng       | HTV2              |           |
| 2019 | Người ấy là ai                             | Khách mời        | HTV2              |           |
| 2019 | Ô hay gì thế này                           | Khách mời        | VTV3              |           |
| 2019 | Ký ức vui vẻ                               | Khách mời        | VTV3              |           |
| 2019 | Giọng ca bí ẩn                             | Khách mời        | HTV7              |           |
| 2019 | Người bí ẩn                                | Khách mời        | HTV7              |           |
| 2019 | Siêu bất ngờ                               | Khách mời        | HTV7              |           |
| 2019 | Kỳ tài thách đấu                           | Khách mời        | HTV7              |           |
| 2020 | Giọng ải giọng ai                          | Khách mời        | HTV7              |           |
| 2020 | Sóng 20                                    | Khách mời        | HTV2              |           |
| 2020 | Chọn đâu cho đúng                          | Người chơi       | VTV3              |           |
| 2022 | Thử thách trốn thoát                       | Thành viên chính | VTV3              |           |
| 2023 | Mái ấm gia đình Việt                       | Khách mời        | HTV7              |           |
| 2024 | Sao nhập ngũ                               | Thành viên chính | QPVN              |           |
| 2024 | Ken League - 24 giờ truy tìm fan đích thực | Người chơi       | FPT Play, YouTube |           |

## Giải thưởng và đề cử
| Năm  | Giải thưởng               | Hạng mục                                          | Đối tượng đề cử | Kết quả   | Nguồn |
| ---- | ------------------------- | ------------------------------------------------- | --------------- | --------- | ----- |
| 2020 | Giải thưởng Ngôi Sao Xanh | Nam diễn viên xuất sắc nhất                       | Xin chào Papa   | Đề cử     | [ 9 ] |
| 2020 | Giải Cánh diều            | Nam diễn viên chính xuất sắc phim truyện điện ảnh | Bố già          | Đoạt giải |       |
| 2021 | Liên hoan phim Việt Nam   | Nam diễn viên xuất sắc nhất                       | Bố già          | Đoạt giải |       |
| 2021 | Ngôi Sao Xanh             | Nam diễn viên phụ xuất sắc nhất                   | Bố già          | Đoạt giải |       |